# エスティル郡 (ケンタッキー州)

ケンタッキー州内の位置

エスティル郡（Estill County）はアメリカ合衆国ケンタッキー州内に位置する郡である。人口は15,307人（2000年）。郡庁所在地はw:Irvine, Kentuckyである。この郡はジェームズ・エスティル大尉の名を取って命名された。

## 地理
アメリカ合衆国統計局によると、この郡は総面積662 km2 (256 mi2) である。このうち658 km2 (254 mi2) が陸地で5 km2 (2 mi2) が水地域である。総面積の0.69%が水地域となっている。

### 隣接する郡
- クラーク郡  (北)
- パウエル郡  (北東)
- リー郡  (南東)
- ジャクソン郡  (南)
- マディソン郡  (西)

## 人口動勢
2000年国勢調査で、この郡は人口15,307人、6,108世帯、及び4,434家族が暮らしている。人口密度は23/km2 (60/mi2) である。10/km2 (27/mi2) の平均的な密度に6,824軒の住宅が建っている。この都市の人種的な構成は白人99.07%、アフリカン・アメリカン0.11%、先住民0.24%、アジア0.03%、太平洋諸島系0.00%、その他の人種0.06%、及び混血0.49%である。ここの人口の0.53%はヒスパニックまたはラテン系である。
この郡内の住民は24.20%が18歳未満の未成年、18歳以上24歳以下が9.10%、25歳以上44歳以下が29.20%、45歳以上64歳以下が24.20%、及び65歳以上が13.50%にわたっている。中央値年齢は37歳である。女性100人ごとに対して男性は93.80人である。18歳以上の女性100人ごとに対して男性は91.20人である。
この郡内の世帯ごとの平均的な収入は23,318米ドルであり、家族ごとの平均的な収入は27,284米ドルである。男性は29,254米ドルに対して女性は18,849米ドルの平均的な収入がある。この郡の一人当たりの収入 (per capita income) は12,285米ドルである。人口の26.40%及び家族の22.50% は貧困線以下である。全人口のうち18歳未満の32.30%及び65歳以上の21.50%は貧困線以下の生活を送っている。

## 都市及び町
- Irvine
- Ravenna